# Itomyia tsushimana
Itomyia tsushimana är en tvåvingeart som beskrevs av Okadome 1998. Itomyia tsushimana ingår i släktet Itomyia och familjen lövflugor. Inga underarter finns listade i Catalogue of Life.